# Adobala
Adobala is een bestuurslaag in het regentschap Flores Timur van de provincie Oost-Nusa Tenggara, Indonesië. Adobala telt 567 inwoners (volkstelling 2010).